# Asopós
Asopós är en ort i Grekland.   Den ligger i prefekturen Lakonien och regionen Peloponnesos, i den södra delen av landet, 160 km sydväst om huvudstaden Aten. Asopós ligger 55 meter över havet och antalet invånare är 1 279.
Terrängen runt Asopós är kuperad österut, men västerut är den platt. Runt Asopós är det ganska glesbefolkat, med 23 invånare per kvadratkilometer. Närmaste större samhälle är Monemvasía, 17,6 km öster om Asopós. 